# Vegadeo
Vegadeo – gmina w Hiszpanii, w prowincji Asturia, w Asturii, o powierzchni 82,76 km². W 2011 roku gmina liczyła 4131 mieszkańców.